# Albinki
Albinki (biał. Альбінкі; ros. Альбинки) – wieś na Białorusi, w obwodzie brzeskim, w rejonie baranowickim, w sielsowiecie Żamczużny.
W dwudziestoleciu międzywojennym wieś leżała w Polsce, w województwie nowogródzkim, w powiecie baranowickim.
W pobliżu wsi znajduje się stacja kolejowa Połonka, leżąca na linii Baranowicze – Wołkowysk.